# Tick-Tack
"Tick-Tack"은 대한민국 걸그룹 ILLIT의 두 번째 EP "I'll Like You"의 수록곡이다. 빌리프랩을 통해 2024년 10월 21일 EP의 다섯 번째이자 마지막 트랙으로 발매되었다

## 배경
2024년 9월 23일, 빌리프랩은 10월 21일 아일릿의 두 번째 EP인 "I'll Like You"를 발매할 것이라고 발표했다. 10월 7일, 트랙 리스트가 공개되면서 트랙 "Tick-Tack"이 공개되었다. 10월 21일 EP와 함께 발매되었다.
2024년 11월 13일, "Tick-Tack" 뮤직비디오 티저가 공개되었다. 뮤직비디오는 그로부터 하루 뒤인 11월 14일에 공개됐다. 영상에는 귀엽고 사랑스러운 것에 대한 숨겨진 애정을 표현하면서도, 짝사랑하는 사람 앞에서는 성숙하고 멋져 보이고 싶어 하는 소녀의 마음을 노래의 새로운 안무로 표현했다.

## 홍보
아일릿은 프로모션 첫 주에 3개의 음악 프로그램에서 "Tick-Tack"을 선보였다. 11월 15일 KBS 뮤직뱅크, 11월 16일 MBC 쇼! 음악중심, 11월 17일 SBS 인기가요에 출연했다.

## 참여 인원
- 아일릿 – 보컬
- Johnny Goldstein – 송라이터, 프로듀서
- Sam Martin – 송라이터
- "Hitman" Bang – 송라이터, 프로듀서
- Divahh – 송라이터, 프로듀서
- Slow Rabbit – 송라이터, 프로듀서
- Shin Kung – 송라이터, 프로듀서
- Tatte – 송라이터
- 1월 8일 (Jam Factory) – 송라이터
- Jude – 송라이터
- 나도연 (153/Joombas) – 송라이터
- 최메이  (153/Joombas) – 송라이터
- 김수지 (Lalala Studio) – 송라이터
- 문지영 (Lalala Studio) – 송라이터

## 영어 버전 ("Baby It's Both")
2024년 11월 22일, 빌리프랩은 "Baby It's Both"라는 제목으로 미국 가수 에이바 맥스가 피처링으로 참여한 "Tick-Tack"의 영어 버전을 발매할 것이라고 발표했다. 같은 날 "Baby It's Both"가 발매되었다.

### 참여 인원
- ILLIT – 보컬
- Ava Max – 보컬, 작곡가
- Johnny Goldstein – 작곡가, 프로듀서
- 샘 마틴 – 작곡가
- 니자 - 작곡가
- 케이트 다우니 – 작곡가
- 마야 케이 – 작곡가
- 로렌 맨델 – 작곡가

## 차트
| 차트 (2024)                      | 최고 순위 |
| -------------------------------- | --------- |
| 일본 다운로드 차트 (빌보드 재팬) | 99        |
| 싱가포르 (RIAS)                  | 22        |
| 대한민국 (써클)                  | 140       |

| 차트 (2024)     | 순위 |
| --------------- | ---- |
| 대한민국 (써클) | 165  |